# Rafael Vega
Rafael Vega Kindelán (Madrid, 18 febbraio 1971) è un ex cestista spagnolo.